# HQ-9
El HQ-9 es un misil superficie-aire de largo alcance con localización por radar semiactivo desarrollado por la República Popular China. La variante naval es el HHQ-9.

## Descripción
El HQ-9 es un derivado del S-300 ruso. Justin Bronk, del Royal United Services Institute, describe el misil como un "+«diseño híbrido basado en un SA-20 ruso pero con radar, cabezal buscador y elementos C2 fuertemente influenciados por la tecnología estadounidense e israelí».
El misil utiliza un sistema de guía por seguimiento (TVM) que combina guía inercial, enlace ascendente a mitad de curso y radar activo terminal. El TVM utilizado en misiles anteriores puede haber sido desarrollado a partir de un sistema de misiles MIM-104 Patriot de Estados Unidos comprado a Israel o Alemania.
Según un artículo de 2001 de Defense International, el HQ-9 tiene 6,8 m de largo y una masa de casi dos toneladas. Los diámetros de la primera y segunda etapa son de 700 mm y 560 mm, respectivamente. La masa de la ojiva es de 180 kg y la velocidad máxima es de Mach 4,2. El HQ-9 puede utilizar radares de control de fuego de otros sistemas SAM chinos.